# How Ya Doin'?
How Ya Doin'? è un singolo del girl group britannico Little Mix, registrato insieme alla rapper statunitense Missy Elliott. Il brano è stato pubblicato nel 2013 ed estratto dall'album DNA. Il video conta 76 milioni di visualizzazioni.

## Tracce
- Download digitale

1. How Ya Doin'? (featuring Missy Elliott) – 3:31

## Sample
Il brano presenta alcuni samples: si possono ascoltare un campionamento del brano Name and Number del gruppo Curiosity Killed the Cat (1989) e una linea di basso dal brano Help Is on the Way dei The Whatnauts (1981). Entrambi i campionamenti erano stati già utilizzati per il singolo Ring Ring Ring (Ha Ha Hey) dei De La Soul nel 1991.

## Video musicale
Il videoclip è stato diretto da Carly Cussen e girato a Londra.

## Classifiche
| Classifica (2013) | Posizione massima |
| ----------------- | ----------------- |
| Regno Unito       | 16                |